# Орловка (Новгород-Северский район)
Орло́вка (укр. Орлівка) — село в Новгород-Северском районе Черниговской области Украины. Население — 1214 человек. Занимает площадь 4,04 км².
Почтовый индекс: 16070. Телефонный код: +380 4658.

## Власть
Орган местного самоуправления — Орловский сельский совет. Почтовый адрес: 16070, Черниговская обл., Новгород-Северский р-н, с. Орловка, ул. Шевченко, 70. Тел.: +380 (4658) 3-55-41; факс: 3-55-32.